# Сьюард (Небраска)
Сьюард (англ. Seward) — місто (англ. city) в США, в окрузі Сюорд штату Небраска. Населення — 7643 особи (2020).

## Географія
Сьюард розташований за координатами 40°54′33″ пн. ш. 97°5′46″ зх. д. / 40.90917° пн. ш. 97.09611° зх. д. (40.909211, -97.096095).  За даними Бюро перепису населення США в 2010 році місто мало площу 11,16 км², з яких 11,07 км² — суходіл та 0,09 км² — водойми.

## Демографія
Згідно з переписом 2010 року, у місті мешкали 6964 особи в 2521 домогосподарстві у складі 1653 родин. Густота населення становила 624 особи/км².  Було 2796 помешкань (251/км²).
Расовий склад населення:
| - 96,8 % — білих - 0,6 % — чорних або афроамериканців - 0,6 % — азіатів - 0,4 % — корінних американців |

До двох чи більше рас належало 1,4 %. Частка іспаномовних становила 1,9 % від усіх жителів.
За віковим діапазоном населення розподілялося таким чином: 22,6 % — особи молодші 18 років, 62,3 % — особи у віці 18—64 років, 15,1 % — особи у віці 65 років та старші. Медіана віку мешканця становила 32,4 року. На 100 осіб жіночої статі у місті припадало 92,6 чоловіків;  на 100 жінок у віці від 18 років та старших — 92,6 чоловіків також старших 18 років.
Середній дохід на одне домашнє господарство  становив 66 258 доларів США (медіана — 58 914), а середній дохід на одну сім'ю — 82 492 долари (медіана — 73 727). Медіана доходів становила 54 208 доларів для чоловіків та 34 300 доларів для жінок. За межею бідності перебувало 10,7 % осіб, у тому числі 12,6 % дітей у віці до 18 років та 7,3 % осіб у віці 65 років та старших.
Цивільне працевлаштоване населення становило 3447 осіб. Основні галузі зайнятості: освіта, охорона здоров'я та соціальна допомога — 27,1 %, виробництво — 14,1 %, роздрібна торгівля — 10,9 %, транспорт — 8,5 %.